# Thesium albomontanum
Thesium albomontanum är en sandelträdsväxtart som beskrevs av Robert Harold Compton. Thesium albomontanum ingår i släktet spindelörter, och familjen sandelträdsväxter. Inga underarter finns listade i Catalogue of Life.